# Pczowża (stacja kolejowa)
Pczowża (ros. Пчёвжа) – stacja kolejowa w miejscowości Pczowża, w rejonie kiriskim, w obwodzie leningradzkim, w Rosji. Położona jest na linii Mga – Budogoszcz.